# Дедпул и Върколака
„Дедпул и Върколака“ (на английски: Deadpool & Wolverine) е американски супергеройски филм от 2024 г. на режисьора Шон Леви, базиран на едноименните герои от Марвел Студиос. Той е 34-тият филм от Киновселената на Марвел, 14-ият в поредицата „Х-Мен“ и служи като продължение на „Дедпул“ (2016) и „Дедпул 2“ (2018). Режисьор е Шон Леви, а едноименните герои са изиграни съответно от Райън Рейнолдс и Хю Джакман, заедно с Ема Корин и Матю Макфейдън.
След като „Уолт Дисни Студиос“ купуват „Туентиът Сенчъри Фокс“, които държат филмовите права за титулярния герой, „Дисни“ решават да интегрират в „Киновселената на Марвел“, версия на Дедпул, изиграна от Райън Рейнолдс във филмите от предишното студио.
Премиерата на филма се състои в David H. Koch Theater, Ню Йорк Сити на 22 юли 2024 г., и излиза по кината в Съединените щати на 26 юли 2024 г. като част от Пета фаза.

## Актьорски състав
| Актьор               | Роля                                       |
| -------------------- | ------------------------------------------ |
| Райън Рейнолдс       | Уейд Уилсън / Дедпул Уейд Уилсън / Найспул |
| Хю Джакман           | Джеймс „Лоуган“ Хаулет / Върколака         |
| Ема Корин            | Касандра Нова                              |
| Матю Макфейдън       | Г-н Парадокс                               |
| Морена Бакарин       | Ванеса Карлайл                             |
| Бриана Хилдебранд    | Негасоник Тинейдж Уорхед                   |
| Лесли Ъгамс          | Сляпата Ал                                 |
| Каран Сони           | Допиндер                                   |
| Стефан Капичич       | Пьотр Распутин / Колос (глас)              |
| Шиоли Куцуна         | Юкио                                       |
| Роб Дилейни          | Питър Уиздъм                               |
| Дафни Кийн           | Лора Киний / Х-23                          |
| Чанинг Тейтъм        | Реми ЛаБо / Гамбит                         |
| Дженифър Гарнър      | Електра Начиос / Електра                   |
| Уесли Снайпс         | Ерик Брукс / Блейд                         |
| Крис Евънс           | Джони Сторм / Човекът-факла                |
| Тайлър Мейн          | Виктор Крийд / Саблезъб                    |
| Даниел Медина Рамос  | Монтимър Тойнби / Жабока                   |
| Арън Станфорд        | Джон Алърдайс / Пиро                       |
| Джейд Ли             | Юрико Ояма / Лейди Дедстрайк               |
| Клои Кибъл           | Калисто                                    |
| Едуардо Гаго Муньос  | Азазел                                     |
| Арън У. Рийд         | Кейн Марко / Булдозера                     |
| Майк Уотърс          | Фредерик „Фред“ Дюкс / Блоб                |
| Айша Хюсеин          | Елизабет „Бетси“ Брадок / Псайлок          |
| Къртис Роуланд Малък | Мишената                                   |
| Били Клементс        | Руснака                                    |
| Хенри Кавил          | Джеймс „Лоуган“ Хаулет / Върколака         |
| Джон Фавро           | Хепи Хоган                                 |
| Вунви Мосаку         | Ловец Би-15                                |
| Пеги                 | Мери Пъпинс / Догпул                       |
| Блейк Лайвли         | Уанда Уилсън / Лейди Дедпул                |
| Нейтън Филиън        | Уейд Уилсън / Хедпул                       |
| Матю Макконъхи       | Уейд Уилсън / Каубойпул                    |
| Инез Рейнолдс        | Уейд Уилсън / Кидпул                       |
| Олив Рейнолдс        | Уейд Уилсън / Бейбипул                     |
| Кевин Фортин         | Уейд Уилсън / Зенпул                       |
| Пол Мълин            | Уейд Уилсън / Уелшпул                      |
| Хари Холанд          | Уейд Уилсън / Харолдпул                    |
|                      | Брус Банър / Хълк                          |

## В България
В България филмът излиза по кината на 24 юли 2024 г., разпространен от „Форум Филм България“.